# Parafia Podwyższenia Krzyża Świętego w Ostrowcu
Parafia pw. Podwyższenia Krzyża Świętego w Ostrowcu – rzymskokatolicka parafia należąca do dekanatu Sławno, diecezji koszalińsko-kołobrzeskiej, metropolii szczecińsko-kamieńskiej. Została utworzona 29 stycznia 1976. Siedziba parafii mieści się pod numerem 15.

## Obiekty sakralne

### Kościół parafialny
Kościół pw. Podwyższenia Krzyża Świętego w Ostrowcu – zbudowany w XV wieku w stylu gotyckim, poświęcony w 1947.

### Kościoły filialne i kaplice
- Kościół pw. Zwiastowania Najświętszej Maryi Panny w Kręgu
- Kościół pw. św. Józefa Oblubieńca Najświętszej Maryi Panny w Podgórkach
- Kaplica pw. Matki Bożej Nieustającej Pomocy w Smardzewie
- Punkt odprawiania Mszy św. w Kosierzewie